# Exército Português
L'Exército Português est l'armée de terre du Portugal. Elle constitue la branche terrestre des Forces armées portugaises, et sa principale composante en termes d'effectifs. Avec la Marine et la Force aérienne portugaises, elle a pour première mission de maintenir l'intégrité territoriale et la souveraineté nationale du pays, mais est également habilitée à se déployer le cadre de ses alliances stratégiques (OTAN, alliance anglo-portugaise, Union européenne et Communauté des pays de langue portugaise), ainsi que dans des missions humanitaires et de maintien de la paix conformes au droit de la guerre et au droit international. Son commandant en chef porte le titre de chef de l'état-major de l'Armée de terre (chefe do estado maior do Exército). Le titulaire actuel du poste est le général Eduardo Manuel Braga da Cruz Mendes Ferrão. Il s'agit depuis 2003-2004 d'une armée professionnelle, qui ne fait pas appel à la conscription.
Opérationnelle depuis la première moitie du XIIe siècle et active sans interruption depuis cette période, l'Armée de terre portugaise constitue la plus vieille branche des Forces armées portugaises et l'une des plus anciennes armées de terre d'Europe et du monde. Tout en ayant participé à la plupart des grands conflits qui ont déchiré l'Europe (Reconquista, Guerre de Cent Ans, guerres contre les Ottomans, Guerre de Succession d'Espagne, Guerre de Sept Ans, Guerres napoléoniennes, Première Guerre mondiale), elle a la particularité d'être la première armée de terre d'Europe occidentale à s'être lancée dans des conquêtes ultramarines à grande échelle, en articulation étroite avec les forces navales portugaises (Armadas), et de s'être déployée pendant cinq siècles à l'échelle mondiale, en Amérique, en Afrique et en Asie dans le cadre de l'Empire portugais,.
Dans ce contexte, elle est une des premières armées de terre du monde à avoir intégré massivement l'usage des armes à feu (arquebuses, mousquets et canons), elle a développé une solide expertise en matière de fortifications militaires et de tactiques de siège, et elle a intégré une multitude de techniques empruntées à d'autres cultures et civilisations. Ce caractère précurseur explique que pendant plusieurs siècles, ses vétérans ont figuré parmi les mercenaires les plus estimés en Orient et en Afrique. Une autre de ses spécificités est d'avoir une tradition très ancienne de fusion des troupes et des états-majors avec ses alliés partout dans le monde, particulièrement avec l'armée anglaise (puis britannique) dans le cadre de l'Alliance anglo-portugaise depuis 1473.

## Historique
Du XIIe au XXe siècle, l'armée de terre portugaise est une armée essentiellement offensive, d'abord sur son propre sol, dans le cadre de la Reconquista, puis avec un déploiement multicontinental constant à partir de 1415 dans le cadre de l'Empire portugais. Figurant parmi les armées les plus impactantes du monde historiquement, l'armée de terre portugaise participe du XVIe siècle au XIXe siècle à la conquête, à l'agrandissement et à la défense du Brésil, de Goa, de la Province du Nord de l'État portugais des Indes et de Ceylan, puis de l'Angola et du Mozambique aux XIXe et XXe siècles,.
Pendant cette période de déploiement international, la principale menace à laquelle elle doit faire face en Europe est l'Espagne, soutenue par la France à partir de 1715, dans le cadre du Pacte de famille. Et sa principale alliée est l'Angleterre, avec laquelle le Portugal a noué une solide alliance militaire et commerciale en 1473. L'armée de terre portugaise a systématiquement tenu tête à l'armée espagnole (bataille d'Aljubarrota en 1485, guerre de Restauration de 1640-1668, Guerre Fantastique aboutissant au traité de Paris en 1763), à l'exception d'un seul affrontement, connu sous le nom de Guerre des Oranges, qui inaugure la Guerre Péninsulaire en mai 1801. Pendant cette campagne militaire surprise, les 2 000 cavaliers et 18 000 fantassins portugais en métropole sont débordés par 30 000 hommes de l'armée de terre espagnole,.
À la la suite de cette défaite, à la demande du roi de Portugal Jean VI, l'armée de terre portugaise est totalement réorganisée par les généraux Arthur Wellesley et William Beresford, elle fusionne avec le corps expéditionnaire britannique dans la péninsule Iberique en une armée anglo-portugaise unique, et est fortement mise à contribution durant les invasions françaises de la péninsule Ibérique. Placée sous commandement unifié, et menée par Arthur Wellesley, elle repousse à trois reprises les armées françaises du Premier Empire, expulse les Français d'Espagne, et participe activement dans le Midi à la campagne de France en 1813-1814, qui entraîne la chute du Premier Empire, et permet au Portugal de figurer parmi les pays vainqueurs au Congrès de Vienne en 1815.
Pendant le XIXe siècle, l'armée de terre portugaise est fortement sollicitée, que ce soit en métropole lors des conflits civils et des luttes de succession qui déchirent le pays (guerre civile portugaise de 1826 à 1834, révolution et guerres septembristes de 1834 a 1853) ou lors des grandes campagnes d'expansion du Portugal en Afrique, et notamment en Afrique australe, visant à recréer un nouveau Brésil en Afrique dans le cadre du projet de la Carte Rose, qui permettent aux pays de démultiplier les dimensions de l'Angola et du Mozambique.
À la suite de l’entrée du Portugal dans la Première Guerre mondiale, un Corps expéditionnaire portugais de 30 000 hommes soit 2 divisions est déployé en France en 1917. Le 9 avril 1918, ce CEP perd le tiers de son effectif combattant durant la bataille de la Lys, et l'intégralité de sa 2e division est détruite. La 1re division est ensuite incorporé dans la 5e armée britannique jusqu'à la fin du conflit. Le Portugal enregistre au total 8 145 morts, 13 751 blessés et 12 318 prisonniers ou disparus. Dans les années qui suivent, le pays connait une série de coups d'Etats, qui amènent progressivement des militaires à intervenir dans le champ politique, comme le major et ancien Ministre de la Guerre Sidónio Pais, surnommé le President-Roi en raison de son autoritarisme, et assassiné. Le coup d'Etat militaire de 1926 mené par le général Gomes da Costa et l'arrivée de Salazar au pouvoir en 1928-1933 donnent un rôle essentiel à l'armée de terre dans la mise en place de la dictature au Portugal.
Dès sa fondation en 1926, le régime, qui prend le nom de Estado Novo en 1933, se fixe une politique de stricte neutralité vis-à-vis de tous les conflits internationaux. Cette politique aboutit à la conclusion du Pacte Ibérique avec l'Espagne franquiste, qui maintient l'ensemble de la péninsule Ibérique hors de la Seconde Guerre mondiale. À la fin de la guerre, le Portugal violemment anti-communiste, et allié indéfectible du Royaume-Uni, est un des membres fondateurs de l'Organisation du traité de l'Atlantique nord. Dès sa fondation, le pays met à disposition de l'Alliance une division d'infanterie, nommée Division Indépendante, en cas de besoin, pour repousser toute attaque communiste.
L'Armée de terre est fortement engagée dans les guerres coloniales portugaises dans trois colonies d'Afrique à partir du 4 février 1961. Pendant plus d'une décennie, les moyens destinés au flanc sud de l'OTAN sont absorbés pour faire face à ces couteux conflits. Ces longues guerres obligent l'Armée portugaise à innover dans les stratégies et l'armement du fantassin. Les soldats portugais sont les premiers occidentaux à utiliser massivement le fusil d'assaut (les INDEP leur fournissant près de 150 000 HK G3 qu'elles fabriquent sous licence dès 1961). Les Alouette III pratiquent souvent l'héliportage d'assaut. Les Forces armées portugaises mobilisent plusieurs milliers de supplétifs et mettent sur pieds plusieurs unités de forces spéciales en Angola et au Mozambique, où elles parviennent à s'imposer, tandis qu'elles connaissent davantage de difficultés en Guinée portugaise, où elles reprennent l'ascendant en 1972. Par les réactions internationales hostiles qu'elles suscitent, ces guerres obligent le Portugal à se doter une industrie militaire complète capable de produire massivement ses propres armes, équipements, véhicules et munitions, qui donne à son armée de terre une indépendance logistique totale.

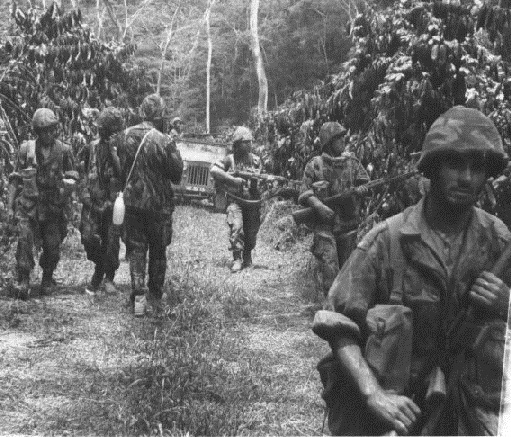
Soldats portugais pendant la Guerre coloniale en Angola.

Pour tenir le front sur ses différents théâtres d'opération en Afrique (Angola, Mozambique et Guinée) et en Asie (Timor oriental, sécurisation des Indes portugaises jusqu'en 1961 et de Macao), l'armée de terre portugaise fournit un effort immense en termes humains, logistiques et budgétaires, qui accroît la constations politique du régime dans le pays. La Révolution des Œillets (Revolução dos Cravos) qui éclate au Portugal le 25 avril 1974, met un coup d'arrêt rapide à l'ensemble des combats. Les initiateurs de la Révolution sont des capitaines de l'armée de terre déterminés à sortir le pays des Guerres coloniales, qu'ils considèrent comme une impasse, et à le lancer dans un processus démocratique. Trois semaines après leur coup d'Etat, le pouvoir est confié au général Spínola, qui assure le maintien de l'ordre public et l'organisation d'élections. À ce moment, les effectifs se montent à 180 000 soldats. Avec le changement de régime politique, cet engagement militaire massif des Forces armées n'a plus de sens. Les nouveaux dirigeants ayant annoncé la démocratisation du pays se prédisposent à accepter les revendications d'indépendance des colonies, dont ils négocient les étapes de transition avec les mouvements de libération et de lutte armée locaux.
Après la Révolution et la perte de ses colonies, il est décidé que le Portugal assumera un rôle correspondant à ses ressources humaines et financières au niveau international. À partir de 1978, la contribution du pays à l'OTAN est d'une brigade de 3 000 hommes. Créée le 11 mai 1978 sous le nom de 1re brigade mixte indépendante, et reprenant les missions de la Division Indépendante affectée à l'OTAN en 1949, elle devient une brigade aéroportée en 1993 après le transfert des unités parachutistes provenant de l'armée de l'air, pour devenir une brigade de réaction rapide en 2006.

## Fin de la Guerre froide et professionnalisation
La fin de la guerre froide, qui réduit la menace d'une guerre conventionnelle en Europe, entraîne une profonde mutation de l'armée de terre portugaise. À partir du début des années 1990, cette dernière bascule d'un modèle d'armée de masse constituée de nombreux cadres et disposant d'une grosse armature destinée à soutenir une mobilisation générale, à une armée de métier, beaucoup plus petite, organisée autour de quelques unités opérationnelles permanentes. Cette bascule, qui implique une rationalisation drastique de ses forces, se fait en vendant une partie importante de ses infrastructures et de ses bases, et en réduisant considérablement ses effectifs. Cette réduction d'effectifs entraîne la dissolution de divers régiments et corps d'armée, incluant le Régiment d'élite des commandos (Regimento de Comando), et le transfert des troupes de Parachutistes de la Force aérienne vers l'armée de terre. Le complexe militairo-industriel de l'Estado Novo, déjà réduit depuis 1974, est largement démantelé au profit d'une politique d'achats extérieurs et de fabrication sous franchise gérée par l'INDEP. À l'issue de ce processus, conformément à l'évolution générale observée en Occident, le service militaire obligatoire est abrogé en 2003-2004, et l'armée de terre portugaise est entièrement professionnalisée.
Après une série de réformes de ses structures territoriales, de refonte et réaffectations de ses régiments, opérées entre 1993 et 2006, les Forces opérationnelles permanentes de l'armée de terre portugaise sont reparties entre sa Brigade Mécanisée (BrigMec, 9 groupes d'artillerie, régiments et bataillons, incluant les Troupes spéciales et les Parachutistes) basée dans le camp militaire de Santa Margarida da Coutada (en), le plus important en terme d'effectifs et le second en superficie, sa Brigade d'Intervention d'infanterie motorisée (BrigInt, 8 régiments, incluant les unités équipées de blindés à roues) établie dans le Poligone Militaire de Tancos, et sa Brigade de Réaction Rapide (BriRR, 7 régiments et 2 centres de parachutistes), installée à Coimbra, auxquelles s'ajoutent les Forces de défense territoriale basées à Ponta Delgada aux Açores (2 régiments), et au Funchal à Madère (1 régiment), ainsi que ses Forces d'Appui Général (Forças de Apoio Geral). Reprenant un plan datant des années 1950, l'armée de terre est dotée d'une aviation légère, composée d'hélicoptères, afin d'accroître sa réactivité. Dans un souci de cohésion, l'ensemble des centres scientifiques, logistiques, écoles de formations, laboratoires, équipes du génie, hôpitaux et prisons de l'armée de terre sont rattachés à ces corps opérationnels, dirigés par le Commandement des Forces Terrestres (CFT).
À partir du milieu des années 1990, la participation du Portugal à de nombreuses opérations de paix multinationales et nationales à l'étranger accélère le changement de nature de l'armée de terre portugaise, qui redevient essentiellement un corps expéditionnaire, voué à mener des missions extérieures courtes et circonscrites d'interposition militaire, de maintien de la paix ou d'aide humanitaire, dans le cadre de ses alliances militaires, en particulier l'OTAN et la CPLP, ou des mandats de l'ONU : mission pour l'ONU en Bosnie, intervention avec l'OTAN en Afghanistan, intervention de l'ONU au Timor oriental, intervention de l'OTAN en Libye, etc. Ces missions permettent au pays de disposer d'une expérience opérationnelle régulière, d'être rodé à une multitude de techniques sur différents théâtres d'opération, et de faire travailler son armée conformément aux normes stratégiques et aux standards logistiques de l'OTAN.
En parallèle, l'armée de terre portugaise redéploie progressivement une présence dans les anciennes colonies portugaises, après quelques années d'absence, dans cadre d'une politique nouvelle d'association entre Etats, avec des missions d'aide au maintien de la paix et de formation de troupes locales. La bonne connaissance du terrain, de la langue et les bonnes relations maintenues avec les gouvernements locaux incitent les organisations internationales à s'appuyer souvent sur les unités portugaises pour mener leurs missions dans les anciennes colonies du Portugal, par exemple lors de la MINUTO, la mission de maintien de la paix de l'ONU pour l'organisation d'un référendum d'autodétermination au Timor oriental, de juin à août 1999, puis au moment du déploiement de la Force internationale de l'INTERFET dans le pays à partir du 20 septembre de la même année.
Si ces missions permettent au Portugal de se positionner en défense de la démocratie sur la scène internationale, et de maintenir son armée de terre active, elles ont aussi deux contreparties. Politiquement, elles participent au sentiment domination de l'Occident sur le reste du monde, avec les États-Unis en gendarmes du monde. Et militairement, leur multiplication entretient le très fort degré de spécialisation de l'armée de terre portugaise, conçue comme un corps expéditionnaire, qui se concentre sur la vitesse et la réactivité, en opérations courtes nécessitant une faible logistique, au détriment de la masse et de la capacité à tenir des conflits longs.

## Remise en cause de l'hégémonie occidentale
Pendant les dix ans qui suivent la chute de l'Union soviétique, l'Occident semble exercer une hégémonie incontestée sur le monde, notamment par le biais de l'OTAN, d'autant que les États-Unis ont amorcé une révolution technologique et numérique qui les conforte dans leur position de première puissance mondiale, et bouleverse l'économie et l'ensemble des sociétés à l'échelle mondiale. Très vite ces changements touchent le domaine militaire, et les premiers impactés sont les partenaires occidentaux des Américains.
Prenant acte de la révolution numérique qui s'amorce, à partir des années 2000, l'armée de terre portugaise commence à travailler avec les départements de recherche universitaire du pays pour se spécialiser dans la guerre réseau-centrée (Network centric warfare), concept apparu aux Etats-Unis à la fin du XXe siècle et popularisé dans les doctrines militaires occidentales sous le nom de « guerre en réseau ». Ce type de guerre consiste à conduire des opérations militaires en exploitant l'intégralité des capacités des systèmes d'informations et des réseaux disponibles, avec un partage de l'information maximum, en associant terre, marine et air, et armées étrangères,,,. À la fin des années 2010, l'université de Coimbra est considérée comme un des grands centres mondiaux d'expertise de la guerre réseau-centrée. Hors d'Europe, de grands Etats non-occidentaux, comme la Chine ou l'Inde, se saisissent également de ces méthodes et innovations, dans le domaine desquelles ils acquièrent un grand savoir-faire. En parallèle, des changements apparaissent sur la scène géopolitique mondiale.
Une dizaine d'années après la chute de l'Union soviétique, l'émergence de nouvelles puissances continentales comme la Chine, l'Inde, le Brésil, le Pakistan ou l'Indonésie amorce un vaste remaniement des équilibres politiques mondiaux, avec une remise en question de l'hégémonie occidentale. Dans le monde arabe, la fin du soutien soviétique aux régimes baassistes permet aux mouvements islamistes de se substituer au panarabisme comme meneurs de cette contestation. À partir de 1999, les Occidentaux sont confrontés à une multiplication des conflits et des actes hostiles en Europe et dans le monde, qui s'intensifie dans les années 2000 et 2010, et les entraîne dans de multiples interventions extérieures : bombardement de l'OTAN sur la Yougoslavie, Guerre contre le terrorisme initiée le 11 septembre 2001, Guerre d'Afghanistan de 2001 à 2021, Guerre d'Irak de 2003 à 2011, émergence de l'État islamique en Irak en 2006, intervention militaire de 2011 en Libye, guerre civile syrienne qui commence en 2011, intervention de la coalition internationale en Irak et en Syrie contre l’État islamique en 2014, invasion russe de la Crimée en 2014, Deuxième guerre du Haut-Karabagh en 2020.
Au début de l'année 2012, pour pouvoir répondre aux situations d'urgence posées par cet environnement instable et hostile, les Forces armées portugaises créent la Force de Réaction Immédiate (Força de Reação Imediata, ou FRI), une unité mixte terre-mer-air ayant pour mission principale de conduire des opérations d'évacuation de citoyens portugais de territoires étrangers en crise ou sous tension, de participer à des opérations humanitaires en défense des intérêts nationaux et d'assurer les responsabilités des Forces armées en cas de catastrophe sur le territoire national,. Cette FRI est composée de troupes des Forces spéciales, dépêchées par l'armée de terre, qui travaillent étroitement avec des éléments de la Marine et de la Force aérienne, fournis respectivement par les deux autres branches. Elle dispose d'un commandement propre, le « Commandant de la Force de Réaction Immédiate des Forces Armées » (Comandante da Força de Reação Imediatadas das Forças Armadas), chargé d'articuler et piloter l'ensemble de ses troupe,. Pour répondre aux urgences, le noyau de sa composante terrestre est mobilisable sous 48h, avec le 2nd bataillon de parachutistes de la Brigade de Réaction Rapide qui maintient également une seconde compagnie de manœuvres prête à servir en renfort. L'armée de terre fournit aussi un détachement de Forces spéciales pour le noyau initial de la composante des opérations spéciales. Dès avril 2012, cette FRI est déployée au Cap Vert, en réaction au coup d'Etat qui a lieu dans la Guinée-Bissau voisine, et se tient prête à intervenir en cas de besoin.
Plus largement, cette multiplication des contestations, des conflits et des interventions, qui font apparaître de nouvelles menaces et problématiques, avec des États et organisations hostiles bien équipés, amènent le Portugal à engager rapidement une modernisation en profondeur de l'ensemble de son armée de terre à partir de 2017, en vue de possibles combats défensifs et offensifs à venir. Cette campagne de modernisation commence par une première phase de mise à jour et de renouvellement des véhicules, et surtout des armes légères qui constituent le matériel personnel de base des soldats. Ainsi dès 2018, l'armée de terre portugaise se dote de lance-grenades Heckler & Koch GMG, de 36 drones RQ-11B Raven et de 139 voitures blindées URO VAMTAC ST5, en différents modèles,,. La mise à niveau des d'armes légères se poursuit et s'achève en 2019 avec l'acquisition de fusils FN SCAR H et FN SCAR L, qui deviennent les armes de référence de l'armée de terre portugaise, en remplacement des Heckler & Koch G3A3/A4, IMI Galil et des SIG SG 540 ; de mitraillettes légères et moyennes FN Minimi mk3 en calibres 5,56×45mm OTAN e 7,62×51mm OTAN qui remplacent les HK21 et les MG3 ; de lance-grenades FN 40GL, et de divers équipements de visée.
En complément, un nouvel uniforme et un nouvel équipement sont distribués en 2019 aux soldats, sur une norme nouvelle, afin de leur assurer une protection corporelle optimale : casques balistiques, lunettes de protection, protection maxilofaciale, gilet pare-balles, dit gilet balistique, coudière kevlar, gants de protection, montre ou moniteur physiologique au poignet. À l'issu d'un appel d'offres, le contrat pour l'achat du nouveau pistolet du soldat s'achève avec l'acquisition de l'autrichien Glock17, de cinquième génération.
Toujours en 2019, le Centre de Troupes d'Opérations Spéciales (Centro de Tropas de Operações Especiais) chargé de la formation et de l'encadrement des troupes d'élite opère également une vaste mise à jour de son armement et de ses véhicules légers par l'acquisition de fusils HK416A5 et HK417A2, d'armes de précision Accuracy International AXMC et Barrett M107, de fusils Fabarm STF et de lance-grenades HK 269. En parallèle, il dote sa flotte de véhicules légers Polaris dans les versions Sportsman MV850, MRZR D2 et MRZR D4.
Une fois les soldats de ses corps d'armée dotés d'un matériel léger personnel de pointe, l'armée de terre portugaise poursuit sa modernisation en s'occupant sa flotte de voitures tactiques légères blindées 4x4, et du matériel plus lourd et spécifique. En février 2020, elle se dote de 10 voitures Q-150D par l'entremise de la NSPA de l'OTAN pour son Régiment de Parachutistes, de 214 jumelles Jenoptik NYXUS Bird LR avev thermoviseur, de 380 fusils Benelli Super Nova et de nouveaux missiles MILAN-2-T pour le système anti-char MILAN. La même année, elle remplace sa flotte de Toyota Land Cruiser et Land Rover Defender par 200 voitures Joint Light Tactical Vehicle via FMS, dont l'achat a été décidé par la LPM signée en 2019,,.
Outre ces acquisitions, elle engage également la modernisation de ses canons Carl Gustav M3 pour l'Unite d'Appui Général de Matériel de l'Armée de Terre (Unidade de Apoio Geral de Material do Exército). En 2021, elle acquiert de nouveaux missiles et des visées infrarouges pour son système de artillerie antiaérienne FIM-92 Stinger et 1485 monocles de vision nocturne. L'année suivante en 2022 , elle engage une révision totale des 18 systèmes d'artillerie autopropulsée M109A5 de sa Brigade Mécanisée.
L'invasion russe de l'Ukraine, qui commence en février 2022, constitue un bouleversement pour l'armée de terre portugaise, et plus largement pour l'ensemble des armées de terre européennes. En plus de ramener la guerre conventionnelle sur le continent, et de rappeler l'importance de la masse, des stocks, des capacités industrielles, et de la logistique pour pouvoir tenir une guerre longue, elle voit aussi se déployer des matériaux, des techniques et des stratégies inédits, relevant de la guerre hybride, ou issus de la révolution numérique et robotique en cours depuis les années 2000 en Occident, qui bouleversent les paradigmes jusqu'alors en vigueur. Parce que l'offensive russe est menée officiellement pour contenir l'expansion de l'OTAN en Europe de l'Est, dans un esprit anti-occidental, et a lieu aux frontières de l'OTAN et de l'UE, elle force en outre les États européens membres des deux organisations, pris directement à parti, à se mettre en état d'alerte, et à s'engager dans le conflit.
Dès début de la guerre, le Portugal se positionne en soutien de Kiev, et entame des livraisons régulière d'armes et de matériel. En 2024, le montant total de l’aide officielle portugaise à l’Ukraine monte à 226 millions d’euros. Outre des SA-330 Puma livrés au 4e trimestre de l'année, cette somme comprend la cession de six hélicoptères Kamov Ka-32A11BC, de véhicules blindés M113 et d’obusiers de 155 mm. Lisbonne a, en outre, participé financièrement aux achats de munitions, à hauteur de 100 millions d’euros via l’initiative lancée par la République tchèque pour fournir des obus d’artillerie à l’armée ukrainienne, et de drones à hauteur de 52 millions. L'engagement d'aide militaire à l'Ukraine est renouvelé dès 2024 pour 2025 par le Premier ministre portugais Luís Montenegro. D'une façon générale, le matériel livré par le Portugal à l'Ukraine correspond à des véhicules d'usage ancien, certains arrêtés et en réserve depuis une dizaine d'années, mais encore opérationnels,.
Bien que les livraisons de matériel mobilisent majoritairement la Force aérienne portugaise (FAP), l'état-major de l'armée de terre portugais est extrêmement attentif depuis 2022 au déroulement des opérations en Ukraine, qui sont un champ d'expérimentation et d'apprentissage majeur pour les armées européennes, et l'Exército entretient des contacts continus avec l'Armée de terre ukrainienne, dans le sens d'un partage de l'information et d'une coopération logistique. La guerre entre l'Ukraine et la Russie a profondément bouleversé les lignes stratégiques du Portugal en matière de défense, amenant à des réflexion innovantes, et au développement de nouvelles industries de défense, publiques et privées.
Tout en fournissant du matériel aux Ukrainiens, et en se défaisant de leurs vieux stocks, cette guerre amène les autorités portugaises à accélérer l'adaptation et la modernisation de leur armée de terre, afin qu'elle dispose d'un matériel terrestre lourd plus fourni, et puisse tenir des conflits longs, avec un déploiement d'hommes plus conséquent. Ainsi en 2023, l'armée de terre est dotée de 108 camions MAN avec cabine blindée, répartis en un lot de 61 camions destinés au transport de troupes et charges, et 47 équipés de systèmes de communications (contentores de comunicações) pour renforcer le Système d'Information et Communications Tactique de l'Exército SIC-T. Outre ces camions blindés destinés aux combats sur front, la Logistique et le Génie sont aussi dotés de divers camions lourds de transports de charges et de blindés, remorques, bulldozers, pelles mécaniques hydrauliques et d'autres machines d'ingénierie, prolongeant un mouvement initié depuis déjà quelques années.
Outre ces achats directs, l'armée de terre portugaise lance également des concours et appels d'offres publics par l'intermédiaire de la NSPA (Agence OTAN de soutien et d’acquisition) pour acquérir de nouveaux systèmes de défense antiaérienne, dans lesquels sont inclus huit terminaux d'armes pour le Système Intégré de Commandement et Contrôle de l'Artillerie Antiaérienne, deux radars de prévention locale, huit systèmes de missiles légers intégrés dans des voitures tactiques légères blindées ou voitures tactiques moyennes blindées, et huit voitures tactiques légères blindées ou moyennes blindées,, des mortiers de 120mm destinés à équiper sa flotte de Pandur II, de nouveaux systèmes antichars, des drones, et des appareils pour le SCS comme pointeurs d'illumination, lanternes tactiques, monocles thermiques, et monocles de localisation de cibles .
Ce mouvement de modernisation, porté par la guerre en Ukraine, débouche sur la présentation en mai 2025 d'un grand plan de réformes, qui fait rentrer l'Exército dans la septième grande révolution logistique et stratégique de son histoire. Dans le même temps, voyant que les Etats-Unis se désengagent du conflit russo-ukrainien et des affaires européennes, et prennent leur distances avec l'OTAN, le Portugal se positionne de façon très énergique comme un partisan du maintien et du renforcement de l'aide occidentale à l'Ukraine, avec de nouveaux programmes de formation des militaires ukrainiens, et comme un soutien actif à l'approfondissement de la Politique de sécurité et de défense commune de l'UE,.

## Adaptation et modernisation

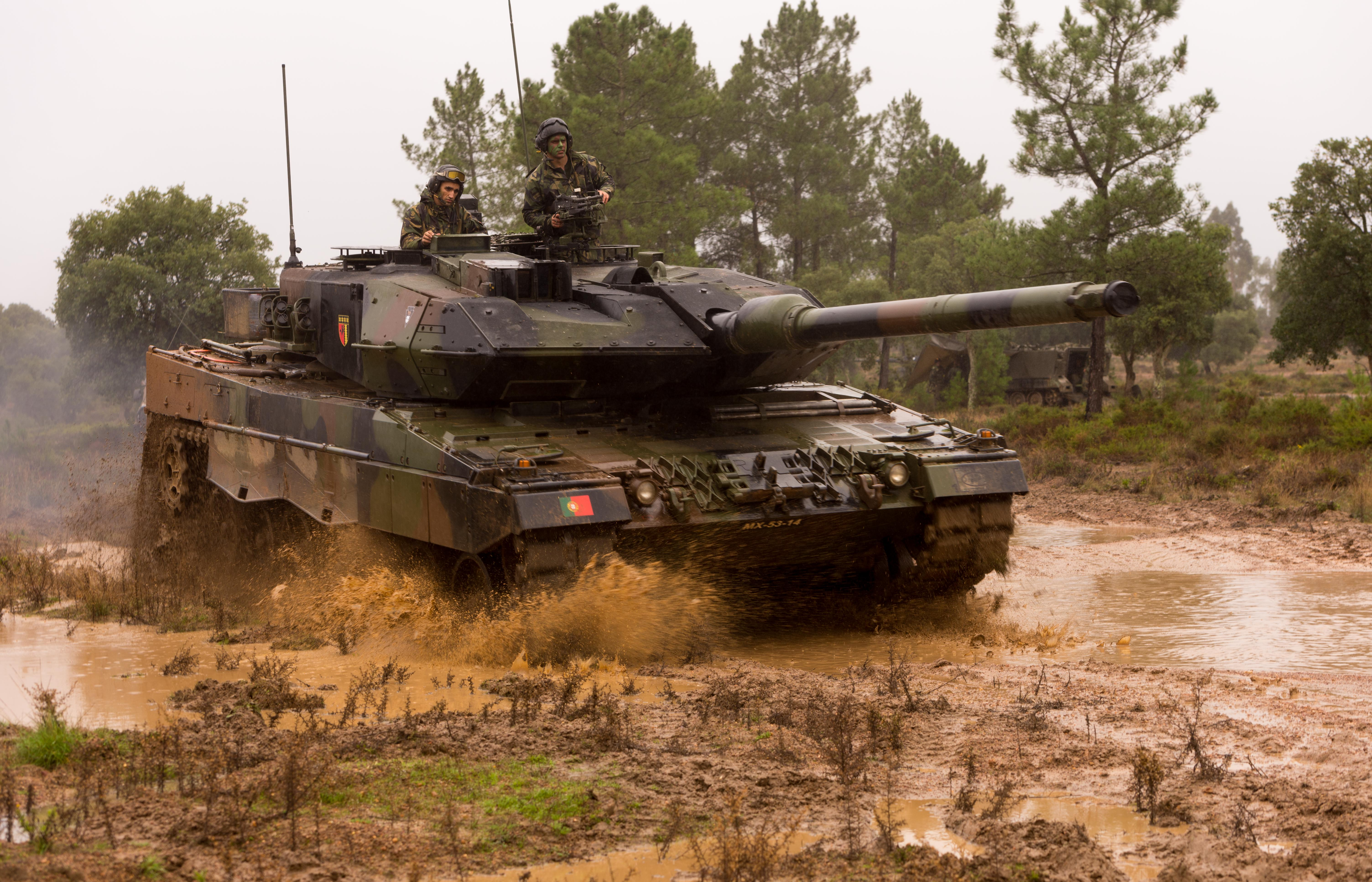
Char portugais quittant son camp lors d'une patrouille sur les lignes de front à Santa Margarida, au Portugal, pendant l'exercice JOINTEX 2015, dans le cadre des exercices Trident Juncture 15 de l'OTAN, le 4 novembre 2015.

Tirant les leçon de la guerre en Ukraine et des changements de la conjoncture internationale, notamment du désengagement américain de la guerre en Ukraine et plus largement des affaires européennes et de l'OTAN, en mai 2025, le Portugal décide de poursuivre la montée en gamme de son armée de terre par un grand plan de modernisation lui permettant d'intégrer tous les acquis technologiques et toutes les leçons stratégiques des derniers conflits ouverts en Europe de l'Est, dans le Caucase et au Proche-Orient, et de se positionner en acteur militaire efficace et actif au sein de l'Union européenne et de l'OTAN.
Ce plan, projeté sur dix ans, s'ancre dans la loi de programmation militaire 2023-2034, approuvée en juillet 2023. D'un point de vue budgétaire, il marque une montée très nette des ambitions du pays. En effet, malgré des ressources historiquement limitées et des effectifs modestes, le Portugal consacre désormais 1,236 milliard d’euros à la modernisation de son armée de terre, dans le cadre d’un budget militaire plus large de 5,57 milliards d’euros, avec des possibilités d’accélération grâce à des instruments de l’UE tels que le plan ReArm Europe. Cette ambition budgétaire reflète la détermination du Portugal à combler toutes ses lacunes capacitaires identifiées par une stratégie d’investissement pragmatique et ciblée.
L'objectif de ce grand plan de modernisation de l'armée de terre établi en 2023-2025, qui marque un tournant stratégique dans la politique de défense du pays, est de renforcer les domaines opérationnels clés, notamment les forces de manœuvre de poids moyen, les systèmes de commandement et de contrôle, la surviabilité et la connectivité numérique. D'un point de vue international, il souligne la volonté du pays de s’aligner plus étroitement sur les normes européennes de la PSDC et les objectifs d’interopérabilité de l’OTAN.
Dans ce plan de modernisation de l'Exército, la priorité est accordée à la mobilité, à la puissance de feu, à la protection, à la résilience logistique et au C2. Le but de cet axe stratégique est de disposer de forces terrestres rapides, résilientes, flexibles et réactives, capables de participer à des missions de haute intensité à l’étranger et de répondre aux urgences nationale. Pour atteindre ce but, un total de 405 millions d’euros a été alloué à l’amélioration de ces capacités, dont une importante modernisation à mi-vie de la flotte Pandur II 8×8 (pour 297,7 millions d’euros) et le lancement du programme de véhicules de combat d’infanterie chenillés VCI-L (pour 13,6 millions d’euros). Ces choix marquent une évolution vers des unités terrestres polyvalentes et modulaires, conçues pour un déploiement rapide et une interopérabilité multinationale dans le cadre de l'OTAN ou la PSDC de l'UE.

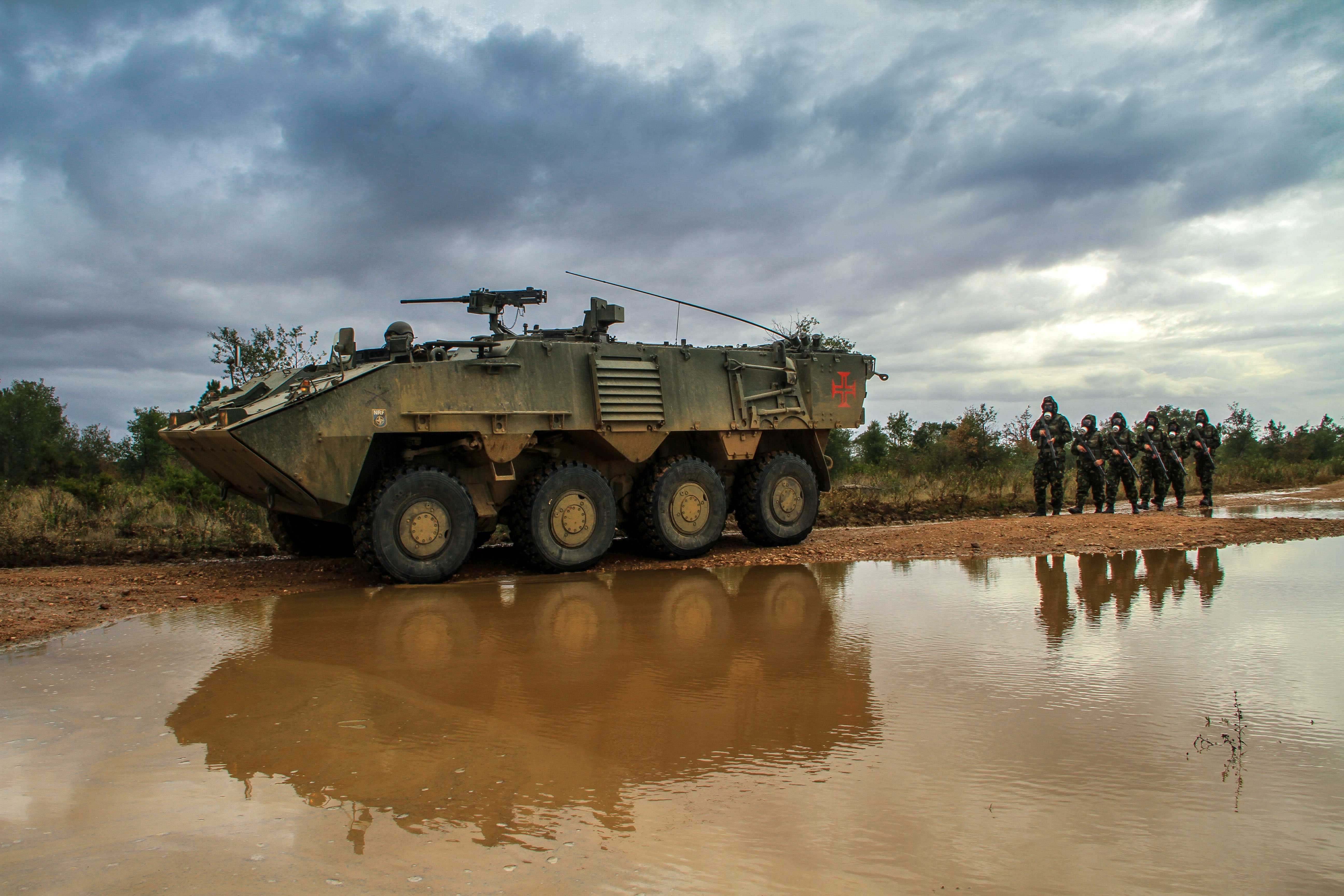
Bataillon d'infanterie portugais opérant avec un Pandur 8x8 dans un environnement NBQR, dans le cadre de manœuvres de l'OTAN. Sur cette photo, on peut voir des soldats portugais et des soldats polonais effectuant ensemble la décontamination du véhicule. Des forces polonaises ont procédé à la décontamination préalable du personnel et des systèmes.

Parallèlement, l’armée de terre portugaise acquiert des véhicules tactiques blindés légers VAMTAC ST5 et des mortiers automoteurs supplémentaires, renforçant ainsi sa mobilité tactique et sa puissance de feu. La flotte Pandur II est équipée de postes d’armes télécommandés, de systèmes modernes de gestion du champ de bataille et de capacités de communication améliorées, renforçant ainsi son rôle dans les opérations en réseau. Les mises à niveau s’étendent également au segment des véhicules lourds, où les chars de combat principaux Leopard 2A6 sont équipés de systèmes d’extinction d’incendie, de groupes auxiliaires de puissance et d’une stabilisation numérique.
Pour moderniser en profondeur ses forces terrestres, le Portugal met l’accent sur le commandement, le contrôle, la puissance de feu et la lutte antiaérienne. 119 millions d’euros sont investis pour moderniser l’architecture de commandement du SIC-T, les radios tactiques et intégrer le logiciel EyeCommand sur toutes les plateformes. Les domaines de l’artillerie et de la défense aérienne bénéficient d’une attention renouvelée, notamment grâce à un contrat de 270 millions d’euros pour 36 obusiers automoteurs CAESAR MkII de 155 mm et à l’introduction du système ForceShield Compact VSHORAD de Thales en remplacement des lanceurs Chaparral existants. Le package VSHORAD, d’un montant de 39 millions d’euros, comprend les lanceurs mobiles RAPIDRanger équipés de missiles STARStreak et Martlet, le radar Thales GM200 et le système ControlView C2, améliorant ainsi la réponse aux menaces aériennes à courte portée. Le Portugal a également rejoint l’initiative européenne Sky Shield (ESSI) pour acquérir un système de défense aérienne à moyenne portée, tandis que le système SICCA3 C2 assure une intégration et une interopérabilité complètes entre les nouveaux et anciens systèmes GBAD. Les mises à niveau complémentaires comprennent 55,4 millions d’euros pour les chars Leopard 2A6, 6 millions d’euros pour les micro et mini-drones et 8,2 millions d’euros pour les technologies anti-drones.
Parallèlement, l’armée de terre renforce ses opérations spéciales et ses capacités débarquées dans le cadre du Plan de mise en œuvre de la Force d’opérations spéciales (PIFOE) et d’un programme de systèmes de soldats débarqués de 42 millions d’euros. La puissance de feu a été augmentée grâce à de nouvelles armes individuelles et collectives telles que les fusils HK416A5 et HK417A2, les fusils de précision Barrett M107A1 et AXMC, les plateformes SCAR-L/H, les lance-grenades, les ATGM anti-chars et les fusils sans recul. La mobilité tactique est assurée par des véhicules tout-terrain comme les séries Sportsman MV850 et MRZR, tandis que la connaissance de la situation est améliorée grâce à des dispositifs d’acquisition de cibles, des radios tactiques sécurisées, des systèmes ATAK basés sur Android et des outils de gestion du champ de bataille. La survivabilité est renforcée grâce à des équipements balistiques, une vision nocturne, des simulateurs tactiques et des systèmes anti-drones fournis localement. Ces mesures intégrées améliorent collectivement la préparation multidomaine et la flexibilité opérationnelle de l’armée portugaise.

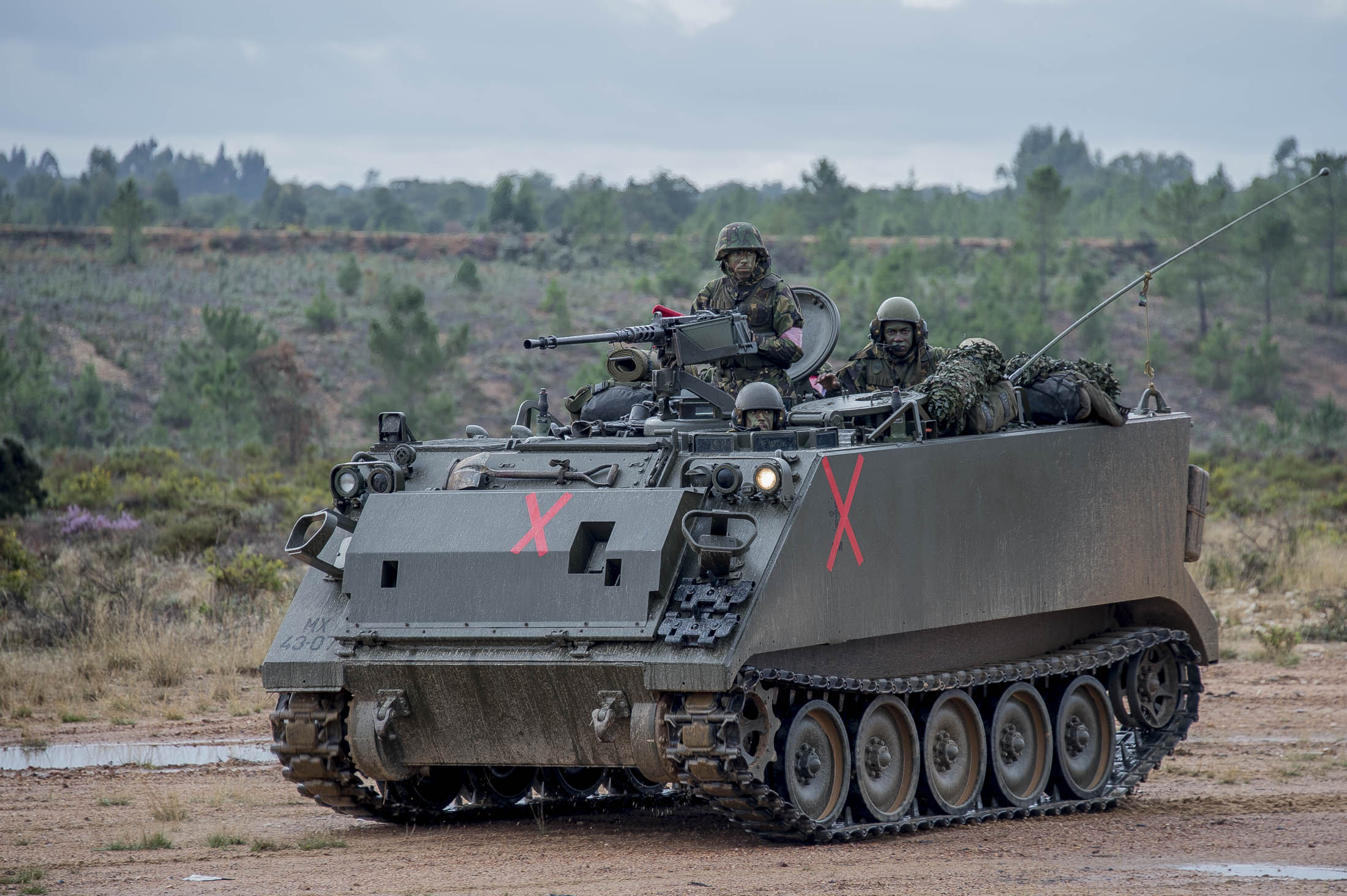
Patrouille de reconnaissance portugaise de l'opération Allied Resolve à Santa Margarida, au Portugal, pendant l'exercice JOINTEX 2015, dans le cadre de l'exercice Trident Juncture 2015 de l'OTAN, le 29 octobre 2015.

Sur la base d’une analyse détaillée des données disponibles et de la provenance des systèmes et équipements concernés, on estime qu’environ 70 % du budget actuel de modernisation des forces terrestres portugaises est alloué à des produits de défense fabriqués en Europe. Cette priorité donnée aux produits européens, et cette mobilisation des capacités industrielles et les cadres d’approvisionnement européens, montrent la volonté du Portugal de renforcer son engagement en faveur de l’autonomie stratégique et de l’interopérabilité au sein des écosystèmes de défense de l’UE et de l’OTAN. Parce qu'elle est conçue en articulation étroite avec son environnement, d'une façon générale, la stratégie de modernisation du Portugal présente des similitudes marquées avec celle d’autres forces européennes de taille moyenne, comme le Danemark ou la République tchèque, qui investissent également dans des capacités de déploiement rapide de poids moyen, des systèmes sans pilote et des architectures C4ISTAR numérisées. En revanche, le plan de modernisation portugais appuie davantage sa trajectoire budgétaire sur les mécanismes d’approvisionnement conjoints de l’UE et de soutien de l’OTAN, tels que la NSPA (Agence OTAN de soutien et d’acquisition) et l’EDIRPA (Loi sur le renforcement de l’industrie européenne de défense par des marchés publics communs). Les 1,236 milliard d’euros spécifiquement consacrés à la modernisation de l’Armée de terre couvrent 12 domaines de capacités répartis sur 99 projets distincts, avec une attention particulière portée aux unités de manœuvre de poids moyen, à la connaissance de la situation et aux composantes de guerre réseau-centrée, et une priorité accordée à la mobilité, à la protection et au commandement et contrôle (C2), conformes aux objectifs du plan.
Avec ce plan de modernisation stratégique, le Portugal indique une orientation claire : transformer ses forces terrestres en une force réseau, modulaire et expéditionnaire, adaptée au futur champ de bataille. De l'avis des spécialistes militaires, en conciliant ambition et réalisme budgétaire, et en tirant parti des cadres européens d’intégration de la défense, le Portugal comble non seulement ses déficits capacitaires existants, mais il se positionne également comme un contributeur fiable aux dispositifs de défense de l’OTAN et de l’UE. Ce faisant, Lisbonne souligne sa volonté de renforcer la crédibilité, l’interopérabilité et l’autonomie stratégique de ses Forces armées d’ici 2034.

## Missions intérieures
En plus de ses missions de défense du territoire et de ses opérations extérieures, depuis sa professionnalisation au début des années 2000, l'armée de terre portugaise est étroitement associée à la politique de sécurité civile du Portugal, et activement mise à contribution lors des situations d'urgence nationale. Ainsi, lors des grands incendies ayant frappé le pays ces dernières années, l'armée de terre a offert un soutien actif aux équipes de pompiers et de secours, en lien avec l'Autorité Nationale de Protection Civile (ANPC). Depuis le début des années 2010, elle mène des patrouilles saisonnières de prévention des feux et protection des population, avec des déploiements d'unités constants sur le terrain, que ce soit dans les régions de Descampadinho, Meixilhoeira Grande, dans le conseil de Portimão, district de Faro, ou dans le massif de Santa Luzia, dans les régions de Viana do Castelo et de Póvoa de Varzim, district de Porto, avec une présence renforcée sur les points-clés stratégiques,,.
De la même façon, après avoir décrété l'état d'urgence lors de l'épidémie de COVID-19 en 2020-2021, le gouvernement portugais a chargé le vice-amiral Henrique Gouveia e Melo de la gestion de la campagne de dépistage et vaccination, et délégué à l'armée de terre, en lien avec les forces de l'ordre, une part considérable de l'application du couvre-feu et de la mise en place des infrastructures et de la logistique dédiées, avec des missions de soutien aux autorités de santé et aux institutions sociales (transport des malades, des produits et matériels médicaux, gestion des contrôles et files d'attentes, gestion des immigrés illégaux régularisés, etc.). À l'issue de cette campagne de lutte et vaccination contre le COVID, à la fin de l'année 2021, le Portugal présentait l'un des taux de vaccination COVID-19 les plus élevés au monde avec environ 87 % de ses habitants entièrement vaccinés.
Ces missions permettent à l'armée de terre portugaise d'entretenir et renforcer ses capacités de déploiement territorial et sa connaissance du terrain. Surtout, elles lui permettent de bénéficier d'une solide expérience de connaissance et gestion des populations civiles, indispensable dans le cadre de la Petite guerre, et pour faire face aux défis du changement climatique en cours, susceptible d'entraîner des situations d'urgence répétées, inondations, incendies, etc., avec de vastes déplacements de populations. Elles permettent aussi à l'armée de terre portugaise de savoir travailler en imbrication étroite avec d'autres corps d'Etat lors de ses missions.

## Missions à l'étranger

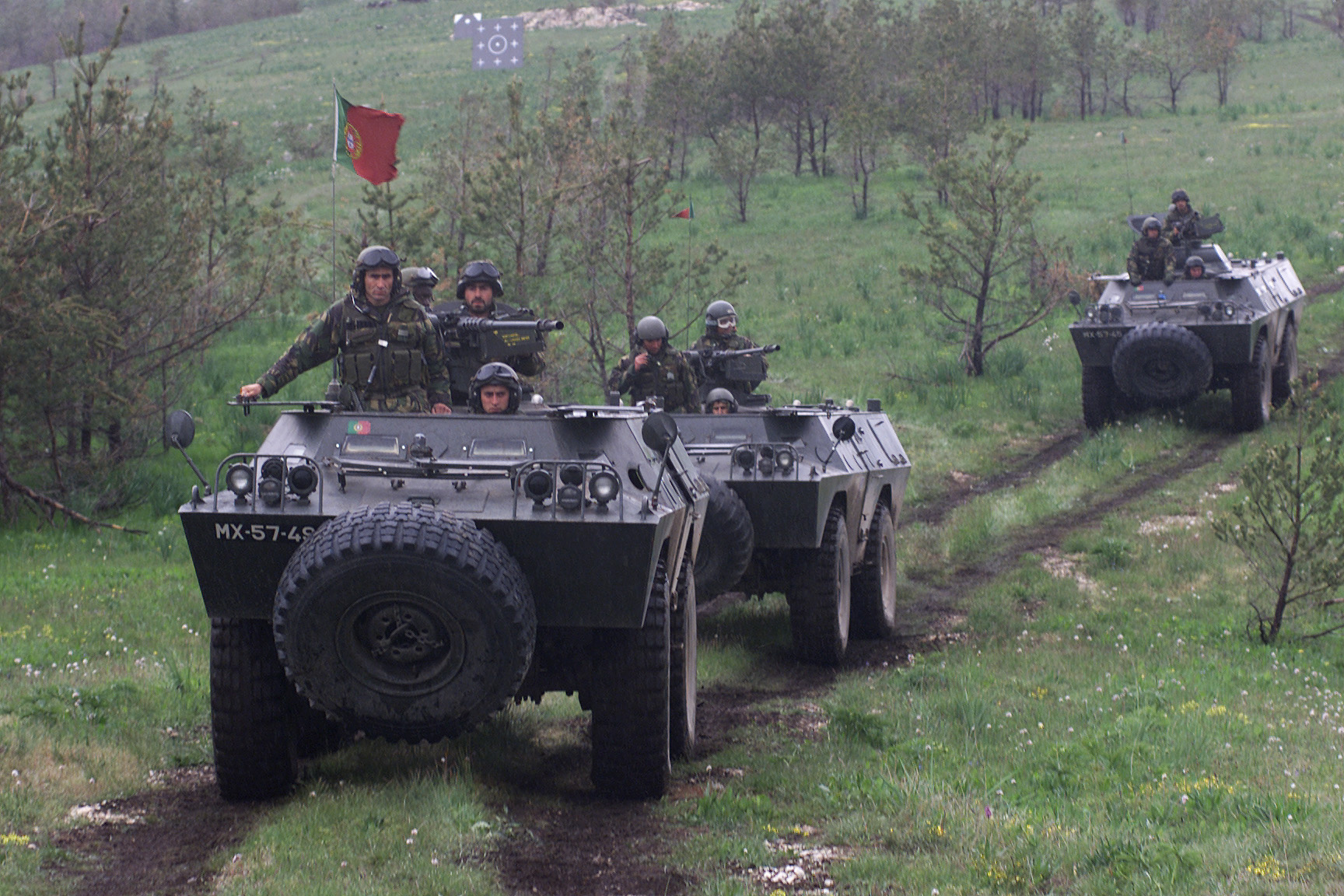
Colonne militaire portugaise de la 2e Division blindée utilisant des véhicules blindés de transport de troupes Chaimite V200 portugais en mission en Bosnie.

Ayant repris rapidement sa longue tradition de déploiement exterieurs après la fin de la transition démocratique du Portugal, l'armée de terre portugaise entretient depuis les années 1990 une activité soutenue au niveau international. Les corps de l'armée de terre en intervention extérieure sont appelés « Forces Nationales Détachées » (Forças Nacionais Destacadas ou FND), et agissent systématiquement dans le cadre des alliances et organisations auxquelles appartient le Portugal, à savoir l'OTAN, les Nations Unies, l'Union européenne et la CPLP. En 2025, l'armée de terre portugaise déploie des FND dans le cadre des projets et théâtres d'opérations suivants,:
- Operation Inherent Resolve (Combined Joint Task Force) en Irak
- Operation Gallant Phoenix en Jordanie
- Takuba Task Force au Mali
- Opération de lutte contre l'Insurrection islamique du Cap Delgado au Mozambique (commandement portugais)
- KFOR au Kosovo
- MINUSCA en Republique centrafricaine
- MINUSMA au Mali
- UN Verification Mission en Colombie
- EUTM-Somalia en Somalie
- EUTM-Mali au Mali
- EUTM RCA en République centrafricaine
- EUTM au Mozambique (commandement portugais)

Participant du rôle historique et politique moteur du Portugal au sein des pays lusophones, et de sa volonté de stabiliser l'espace lusophone, l'Armée de terre portugaise mène également des missions dans le cadre des programmes de « Coopération dans le Domaine de Défense » (CDD) de la CPLP, avec une présence et des partenariats permanents visant à harmoniser et coordonner les stratégies, techniques et matériels militaires des pays lusophones, et à entraîner et conseiller les Forces Armées des autres pays de langue et culture portugaise. L'objectif de ces partenariats est de faire bénéficier l'ensemble des pays lusophones des standards occidentaux et d'accroître l'influence de la CPLP sur la scène internationale. Actuellement, le Portugal entretient des CDD avec les pays suivants,:
- Angola
- Cap Vert
- Guinée-Bissau
- Mozambique
- Saint Tomé-et-Principe
- Timor oriental

## Équipement

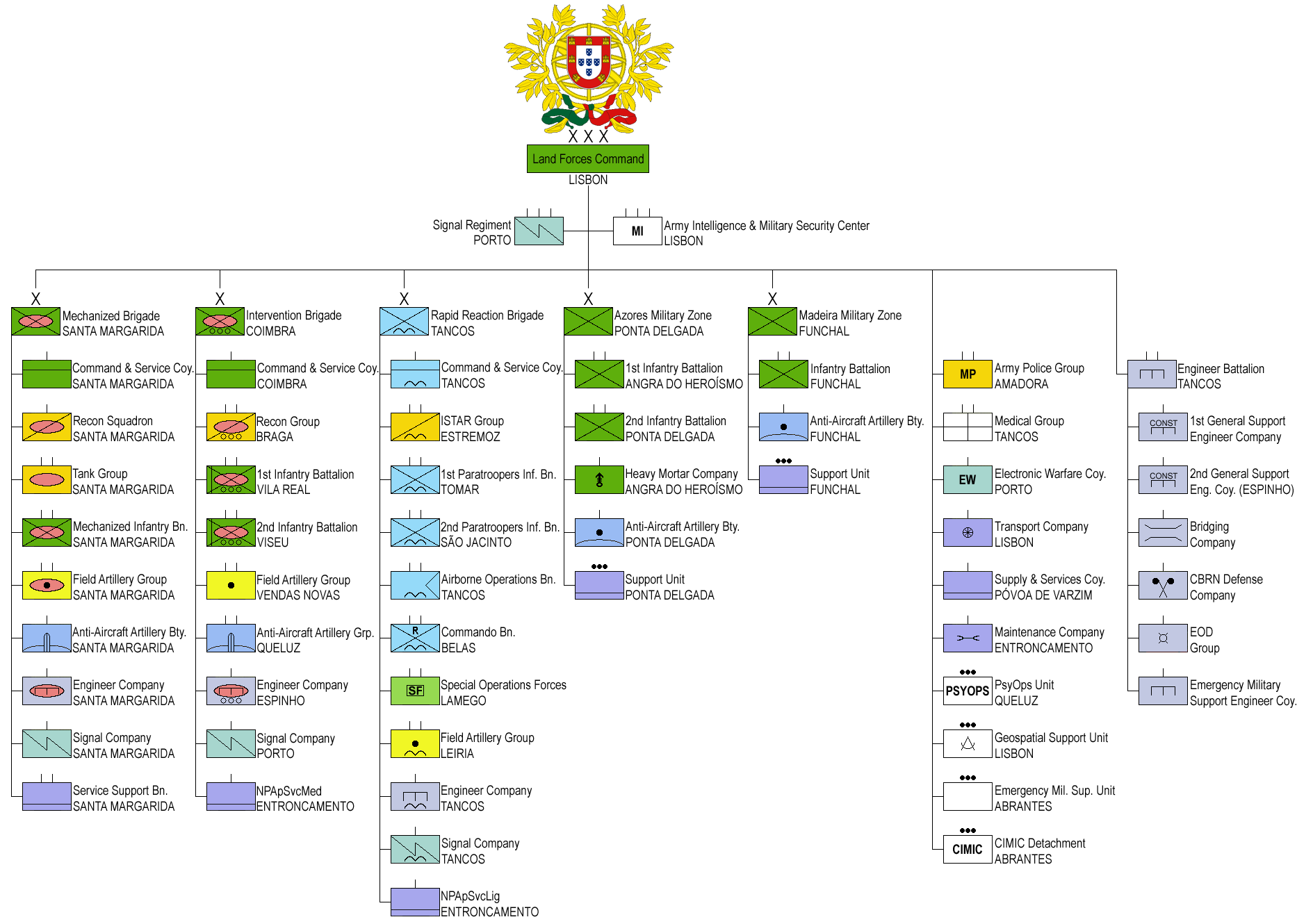
Organigramme de l'Armée de terre portugaise en 2021.

### Armement individuel[57],[58]

#### Pistolet semi-automatique
- Glock 17 Gen 5
- HK P30

#### Pistolet mitrailleur
- HK MP5 SD6

#### Fusil d'assaut
- FN SCAR L STD
- FN SCAR H STD
- HK 416 A5
- HK 417A2
- HK G3

#### Fusil de précision
- FN SCAR H PR
- HK G28
- Accuracy International AWP (7,62 × 51 mm, .338 Lapua Magnum)
- Barrett M107

#### Mitrailleuse
- Heckler & Koch MG4
- FN Minimi Mk3 (5,56 × 45 mm, 7,62 × 51 mm)
- FN MAG
- Browning M2

#### Lance-grenades
- Milkor MGL
- Mk19 mod 3
- SB LAG 40
- Heckler & Koch GMG
- HK AG36
- HK269
- FN40 GL

#### Anti char
- Milan
- BGM-71 TOW
- M72 LAW
- Carl Gustav M3

#### Mortier
- Mortier 120 Krh/40 (120mm)
- Mortier L16 81mm mortar (81mm)
- Mortier FBP mortar (60mm)

### Véhicules blindés de combat[59],[60],[61]
- 37 Leopard 2A6 : 37 ex-néerlandais reçus en 2007
- 255 M113A1/A2 : 50 M113A1 ex-allemands et 114 M113A2 et 28 YP-408 (en) 8x8 ex-néerlandais livrés en date de 1993, au moins 15 livrés à l'Ukraine en 2022[62].

- 49 M577A2
- 18 M106A2 Mortier automoteur
- 15 M125A1/A2 Mortier automoteur
- 4 M901 ITV
- 188 Pandur II
- 15 Cadillac Gage Commando
- 139 URO VAMTAC ST5
- 41 HMMWV
- 38 Panhard M11

### Artillerie terrestre
- 18 M109 A5
- 6 M109 A2
- 40 M114A1 : au moins 5 livrés à l'Ukraine en 2022
- 21 M101A1
- 21 L118 Light Gun

### Défense anti-aérienne
- MIM-72 Chaparral : 34 véhicules lance-missiles livrés en 1989, devrait être remplacé d'ici 2026[63]
- FIM-92 Stinger : 30

## Grades
Article détaillé : Grades de l'Armée portugaise